# Karol J. Bobko
Karol Joseph Bobko (New York, New York, 1937. december 23. – 2023. augusztus 17.) amerikai gépészmérnök, pilóta, űrhajós, ezredes. Az első űrhajós, aki három űrrepülőgépen teljesített szolgálatot.

## Életpálya
1959-ben az Air Force Academy keretében repülőmérnöki oklevelet szerzett. Ez volt az akadémia első végzős osztálya. Folytatva tanulmányait, 1960-ban pilóta jogosítványt szerzett. 1961–1965 között a hadsereg állományában F–100, F–104, F–105 repülőgépeken szolgált. Kiképző repülőgépei a T–33 valamint a T–38 voltak. Több mint 6600 töltött a levegőben (repülés/űrrepülés). 1970-ben az University of Southern keretében repülőgép ismeretekből tett mérnöki vizsgát.
1966-ban a Manned Orbiting Laboratory (MOL) program részese. Kiképzése során részt vett egy 56 napos földi szimulációs kísérletben. 1969-ben történő megszűnésével a NASA állományába vette. 1966. június 30-tól a Lyndon B. Johnson Űrközpontban részesült űrhajóskiképzésben. Tagja volt a Szojuz–Apollo-program (ASTP), valamint a Space Shuttle gyakorlatait támogató (tanácsadó, feladatmegoldó) csoportjának. A Jurij Gagarin Űrhajós Kiképző Központban is részesült kiképzésben.
Három űrszolgálata alatt összesen 16 napot, 2 órát és 3 percet (386 óra) töltött a világűrben. 1989. január 1-jén köszönt el az űrhajósoktól. Előbb a Booz Allen Hamilton vállalat tanácsadója (szimulációs képzés, hardver és szoftver rendszerfejlesztés, űrhajók tesztelése, űrállomás fejlesztése és program integráció), majd 2000-től a SPACEHAB, Inc. alelnöke a termékfejlesztője (stratégiai programfelelős). 2005-től a Science Applications International Corporation (SAIC) program menedzsere.

## Űrrepülések
- STS–6, a Challenger űrrepülőgép első repülésén pilóta. A TDRSS–1 műholdat állították pályára, valamint több kutatási és kísérleti feladatot hajtottak végre. Sikeresen végrehajtották a Space Shuttle program első űrsétáját (EVA1). Az űrséta során első alkalommal használtak az Extravehicular Mobility Unit (EMU) űrruhákat. Első űrszolgálata alatt összesen 5 napot és 23 percet (120 óra) töltött a világűrben. 3 370 437 kilométert repült, 80 alkalommal kerülte meg a Földet.
- STS–51–D, a Discovery űrrepülőgép 4. repülésén  küldetésparancsnok. A küldetésen a legénység pályára állított két kommunikációs műholdat. Több mikrogravitációs kísérletet, emberi-, biológia- és a biotechnológia, fizikai és anyagtudományi, technológiai kutatást, valamint a Földdel és  a világűrrel kapcsolatos kutatást végeztek. Második űrszolgálata alatt összesen 6 napot, 23 órát és 56 percet (168 óra) töltött a világűrben. 4 650 658 kilométert repült, 110 alkalommal kerülte meg a Földet.
- STS–51–J, az Atlantis űrrepülőgép első repülésén küldetésparancsnok. Legfőbb cél az űrsikló berepülése, műszaki és repülési adatainak rögzítése. A küldetés során a legénység útnak indított két katonai kommunikációs műholdat. Harmadik űrszolgálata alatt összesen 4 napot, 1 órát és 44 percet (98 óra) töltött a világűrben.